# Sötétmintás szegfűbagoly
A sötétmintás szegfűbagoly (Hadena filograna) a rovarok (Insecta) osztályának a lepkék (Lepidoptera) rendjéhez, ezen belül a bagolylepkefélék (Noctuidae) családjához tartozó faj.

## Elterjedése
Közép-és Dél-Európában, Kis-Ázsiában elterjedt, a száraz lejtőkön, sziklás völgyekben gyakori. Az északi előfordulása kiterjed Dél-Svédországra,  a déli Ukrajnára és Oroszország déli részére; az Altájban a ssp. conspargata, míg Észak-Afrikában a ssp. rungsi alfaja él. Németországban veszélyeztetett faj.

## Megjelenése
- lepke: szárnyfesztávolsága: 30–35 mm. Az első szárnyak ezüstszürkék vagy szürkészöldek, sárga és sötétbarna pontokkal díszítettek. A hátsó szárnyak szürkésbarna színűek, a nőstényeké valamivel sötétebbek.
- hernyó: vöröses szürke színű, fényes fekete pöttyel.

## Életmódja
- nemzedék:  egy nemzedéke van egy évben, május-június hónapokban rajzik. A báb telel át.
- hernyók tápnövényei: kónya habszegfű (Silene nutans), habszegfű (Silene vulgaris) és más Silene fajok.

## Fordítás
- Ez a szócikk részben vagy egészben  a   Dunkelgelbe Nelkeneule című német Wikipédia-szócikk fordításán alapul.  Az eredeti cikk szerkesztőit annak laptörténete sorolja fel. Ez a jelzés csupán a megfogalmazás eredetét és a szerzői jogokat jelzi, nem szolgál a cikkben szereplő információk forrásmegjelöléseként.